# Procent
Procent (forkortet pct. eller repræsenteret med procenttegnet: %) kommer fra det latinske per centum, som betyder "per hundrede" – altså 100-dele. Så 25 procent er altså det samme som 25/100, 25 100-dele eller en fjerdedel.
Et særligt problem opstår når man beregner procent af procenter. F.eks. hvis renten stiger fra 4 til 5 %, stiger renten med en fjerdedel eller 25 %. Man kan i stedet sige at renten er steget med 1 procentpoint. I forbindelse med renteændringer benyttes også begrebet basispoint, der går 100 basispoint på et procentpoint. Dvs. hvis renten stiger med 10 basispoint, stiger den med 0,1 procentpoint. 
For at komme fra procent til promille skal man bare flytte kommaet en plads til højre: 1,7 procent er det samme som 17 promille.
Ordene cent og mille er latin og betyder henholdsvis hundrede og tusinde.

## Procentregning
Der er umiddelbart fem måder at beregne procent på.
1. Du vil gerne finde {\displaystyle b} hvor {\displaystyle b} er {\displaystyle p} procent af {\displaystyle a}.
{\displaystyle b=a*p/100}
Eksempel: Du tjener {\displaystyle 2.000} kroner og skal betale {\displaystyle 40} procent i skat, så du skal betale {\displaystyle 2.000*40/100=800} kroner i skat.
2. Du vil gerne finde {\displaystyle a} hvor {\displaystyle b} er {\displaystyle p} procent af {\displaystyle a}
{\displaystyle a=b/(p/100)=b*100/p}
Eksempel 1: Du har fået {\displaystyle 30} procent af din løn udbetalt og har nu {\displaystyle 450} kroner, så du tjener {\displaystyle 450*100/30=1500} kroner i alt.
Eksempel 2: En vare koster {\displaystyle 450} kroner med moms, og prisen udgør {\displaystyle 125} procent af varens pris uden moms. Prisen uden moms er {\displaystyle 450*100/125=360}

3. Du vil gerne finde ud af hvor mange procent {\displaystyle b} er af {\displaystyle a}.
{\displaystyle p=b/a*100\,\%}
Eksempel: Du har {\displaystyle 700} kroner og skal betale {\displaystyle 35} kroner, så du skal betale {\displaystyle 35/700*100\,\%=5} procent af dine penge.

4. Du vil gerne finde det {\displaystyle c} du ender med, hvis du starter med {\displaystyle a} og har en procentvis stigning på {\displaystyle p} procent.
{\displaystyle c=a+a*p/100=a*(1+p/100)}
Eksempel: Dine aktier har en værdi på {\displaystyle 300} kroner og stiger i værdi med {\displaystyle 30} procent, så dine aktier har nu en værdi på {\displaystyle 300*(1+30/100)=390} kroner.

5. Du vil gerne finde den procentvise stigning hvis du starter med {\displaystyle a} og ender med {\displaystyle c}.
{\displaystyle p=(c-a)/a*100\,\%}
Eksempel 1: Dine aktier starter med en værdi på {\displaystyle 400} kroner og ender med en værdi på {\displaystyle 500}, så den procentvise stigning er {\displaystyle (500-400)/400*100\,\%=25} procent
Eksempel 2: Dine aktier starter med en værdi på {\displaystyle 500} kroner og ender med en værdi på {\displaystyle 400}, så den procentvise stigning er {\displaystyle (400-500)/500*100\,\%=-20} procent. Altså en negativ stigning. Man kan her fjerne minus og kalde det et fald.